# Skorpióhalfélék
A skorpióhalfélék vagy sárkányfejűhal-félék (Scorpaenidae) a csontos halak (Osteichthyes) főosztályának sugarasúszójú halak (Actinopterygii) osztályába, ezen belül a skorpióhal-alakúak (Scorpaeniformes) rendjébe tartozó család.

## Előfordulásuk
A skorpióhalfélék az Indiai-óceán és a Csendes-óceán part menti vizeiben, a korallzátonyok mentén mindenütt gyakoriak. Elterjedési területük Afrika keleti partvonalától kezdve Pápua Új-Guineán és Ausztrálián keresztül a Fülöp-szigetekig és a Csendes-óceán nyugati fekvésű szigetvilágáig tart. A Scorpaena scrofa a Földközi-tengerben és az Atlanti-óceán keleti vizeiben honos.

## Megjelenésük
E fajok hossza legfeljebb 38 centiméter, a mellúszók a 80 centimétert is elérhetik. A mellúszók szélesen széttárt legyezőhöz hasonlítanak, az állat úgy húzza őket magával a vízben, mint egy gereblyét, így „legyezi” velük a szájához a zsákmányállatokat. E halak mérges tüskékkel rendelkeznek. Ha egy támadó testébe fúródnak, akkor a méregmirigyből kipréselődő anyag a tüske barázdáján keresztül a sebbe hatol, onnan pedig bekerül a véráramba.

## Életmódjuk
A skorpióhalfélék magányos lények. A tűzhalak a nyílt vízben úsznak, míg más fajok a talajon élnek. Táplálékuk kisebb halak, különféle rákok és garnélák. A skorpióhalfélék szélesre tátott szájjal „csapdázzák” a zsákmányállatokat. Ha megfelelőnek látszó préda kerül az állatok elé, akkor kinyítják a szájukat, és a beáramló víz magával ragadja a magatehetetlen áldozatot.

## Szaporodásuk
A mérsékelt övi fajok ívási idénye tavasszal van. Egyes fajok 20 000 ikrát is raknak. E család fajai között vannak elevenszülők is.

## Rendszerezés
A családba az alábbi nemek és fajok tartoznak:
- Brachypterois
  - Brachypterois serrulata
- Dendrochirus
  - Dendrochirus barberi
  - Dendrochirus bellus
  - Dendrochirus biocellatus
  - Dendrochirus brachypterus
  - Dendrochirus zebra
- Ebosia
  - Ebosia bleekeri
  - Ebosia falcata
- Hoplosebastes
  - Hoplosebastes armatus
- Idiastion
  - Idiastion kyphos
  - Idiastion pacificum
- Iracundus
  - Iracundus signifer
- Neomerinthe
  - Neomerinthe amplisquamiceps
  - Neomerinthe bathyperimensis
  - Neomerinthe bauchotae
  - Neomerinthe beanorum
  - Neomerinthe folgori
  - Neomerinthe hemingwayi
  - Neomerinthe megalepis
  - Neomerinthe pallidimacula
  - Neomerinthe procurva
  - Neomerinthe rotunda
  - Neomerinthe rufescens
- Neoscorpaena
  - Neoscorpaena nielseni
- Parapterois
  - Parapterois heterura
  - Parapterois heterurus
  - Parapterois macrura
- Parascorpaena
  - Parascorpaena armata
  - Parascorpaena aurita
  - Parascorpaena bandanensis
  - Parascorpaena bleekeri
  - Parascorpaena erostris
  - Parascorpaena maculipinnis
  - Parascorpaena mcadamsi
  - Parascorpaena mossambica
  - Parascorpaena picta
- Phenacoscorpius
  - Phenacoscorpius adenensis
  - Phenacoscorpius eschmeyeri
  - Phenacoscorpius megalops
  - Phenacoscorpius nebris
  - Phenacoscorpius nebulosus
- Pogonoscorpius
  - Pogonoscorpius sechellensis
- Pontinus
  - Pontinus accraensis
  - Pontinus castor
  - Pontinus clemensi
  - Pontinus corallinus
  - Pontinus furcirhinus
  - Pontinus helena
  - Pontinus hexanema
  - Pontinus kuhlii
  - Pontinus leda
  - Pontinus longispinis
  - Pontinus macrocephalus
  - Pontinus nematophthalmus
  - Pontinus nigerimum
  - Pontinus nigropunctatus
  - Pontinus rathbuni
  - Pontinus rhodochrous
  - Pontinus sierra
  - Pontinus strigatus
  - Pontinus tentacularis
  - Pontinus vaughani
- Pteroidichthys
  - Pteroidichthys amboinensis
  - Pteroidichthys godfreyi
- tűzhalak (Pterois) Oken, 1817 - 11 faj
- Rhinopias
  - Rhinopias aphanes
  - Rhinopias argoliba
  - Rhinopias cea
  - Lila skorpióhal (Rhinopias eschmeyeri)
  - Rhinopias filamentosus
  - Rhinopias frondosa
  - Rhinopias godfreyi
  - Rhinopias xenops
- Scorpaena
- Scorpaenodes
  - Scorpaenodes africanus
  - Scorpaenodes albaiensis
  - Scorpaenodes arenai
  - Scorpaenodes caribbaeus
  - Scorpaenodes corallinus
  - Scorpaenodes elongatus
  - Scorpaenodes englerti
  - Scorpaenodes guamensis
  - Scorpaenodes hirsutus
  - Scorpaenodes immaculatus
  - Scorpaenodes insularis
  - Scorpaenodes investigatoris
  - Scorpaenodes kelloggi
  - Scorpaenodes littoralis
  - Scorpaenodes minor
  - Scorpaenodes muciparus
  - Scorpaenodes parvipinnis
  - Scorpaenodes quadrispinosus
  - Scorpaenodes scaber
  - Scorpaenodes smithi
  - Scorpaenodes steenei
  - Scorpaenodes steinitzi
  - Scorpaenodes tredecimspinosus
  - Scorpaenodes tribulosus
  - Scorpaenodes varipinnis
  - Scorpaenodes xyris
- Scorpaenopsella
  - Scorpaenopsella armata
- Scorpaenopsis
  - Scorpaenopsis altirostris
  - Scorpaenopsis barbata
  - Scorpaenopsis brevifrons
  - Scorpaenopsis cacopsis
  - Scorpaenopsis cirrosa
  - Scorpaenopsis cotticeps
  - Scorpaenopsis diabolus
  - Scorpaenopsis furneauxi
  - Scorpaenopsis gibbosa
  - Scorpaenopsis gilchristi
  - Scorpaenopsis insperatus
  - Scorpaenopsis lactomaculata
  - Scorpaenopsis longispina
  - Scorpaenopsis macrochir
  - Scorpaenopsis neglecta
  - Scorpaenopsis obtusa
  - Scorpaenopsis orientalis
  - Scorpaenopsis oxycephala
  - Scorpaenopsis palmeri
  - Scorpaenopsis papuensis
  - Scorpaenopsis pluralis
  - Scorpaenopsis possi
  - Scorpaenopsis pusilla
  - Scorpaenopsis ramaraoi
  - Scorpaenopsis venosa
  - Scorpaenopsis vittapinna
- Sebastapistes
  - Sebastapistes ballieui
  - Sebastapistes bynoensis
  - Sebastapistes coniorta
  - Sebastapistes cyanostigma
  - Sebastapistes fowleri
  - Sebastapistes galactacma
  - Sebastapistes mauritiana
  - Sebastapistes nuchalis
  - Sebastapistes strongia
  - Sebastapistes tinkhami
- Taenianotus
  - Taenianotus triacanthus
- Thysanichthys
  - Thysanichthys crossotus
  - Thysanichthys evides
- Ursinoscorpaenopsis
  - Ursinoscorpaenopsis kitai

## Galéria

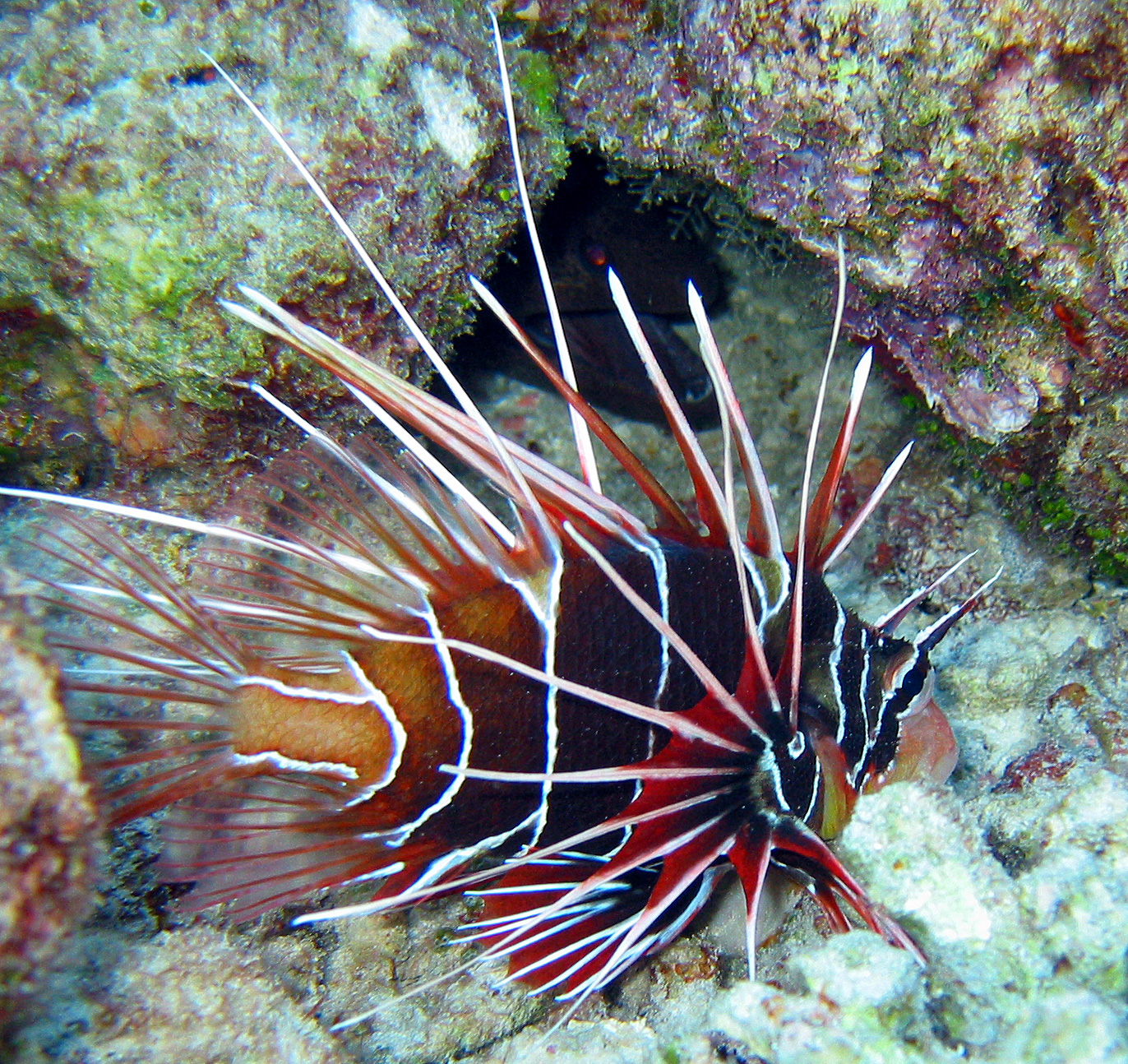
Díszes tűzhal (Pterois radiata)
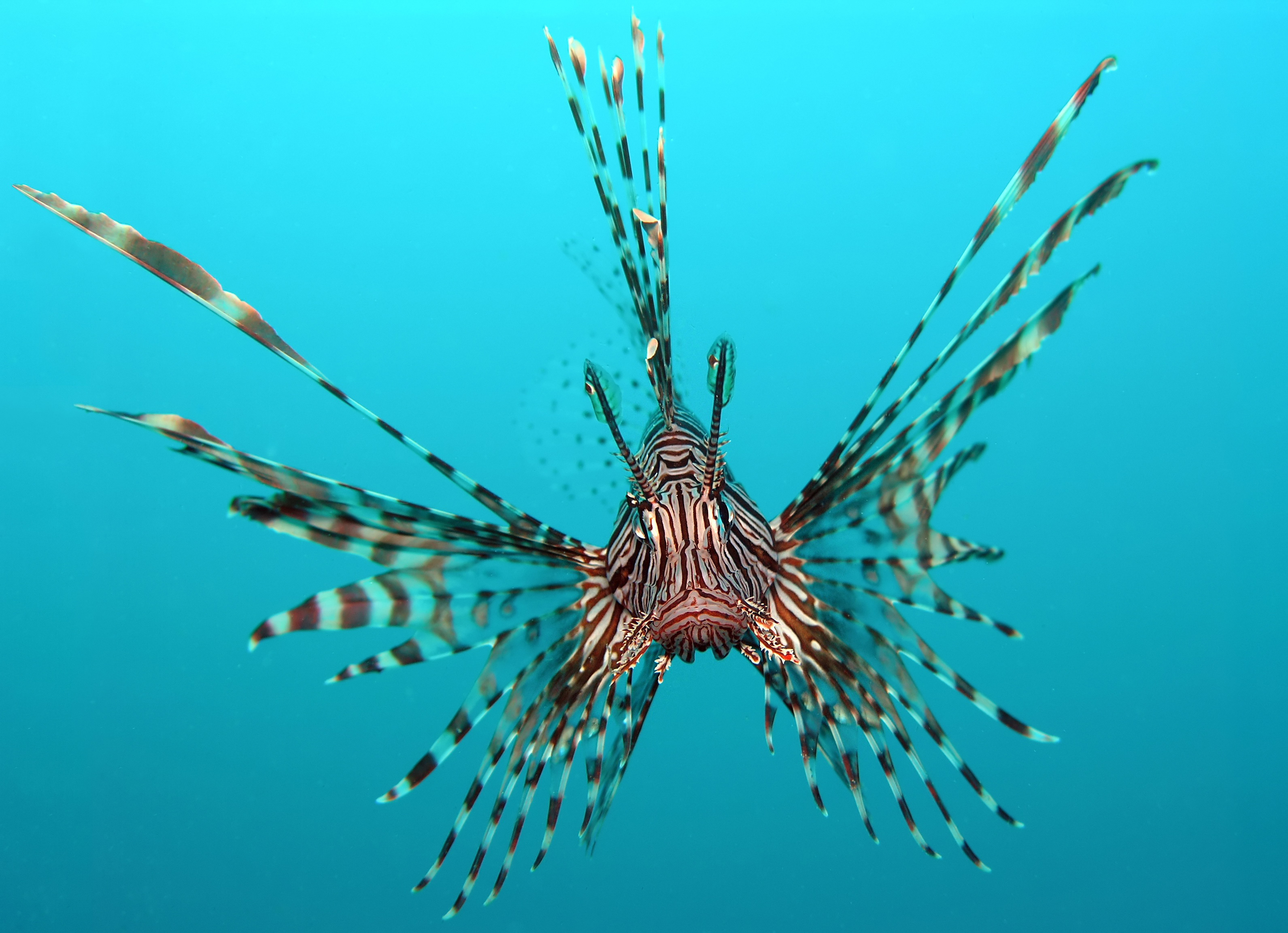
Vörös tűzhal (Pterois volitans)
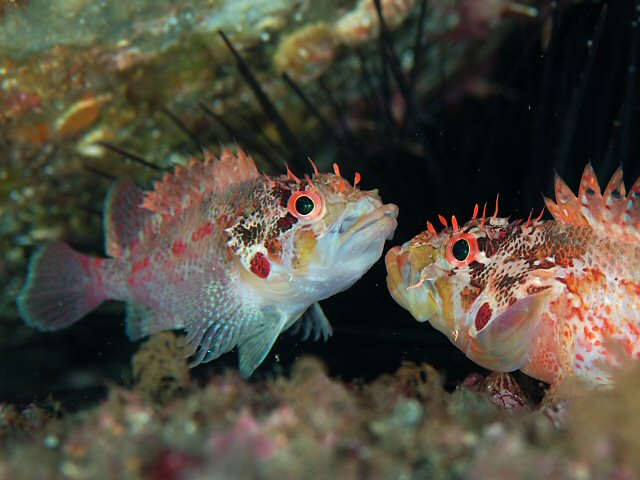
Scorpaenodes littoralis

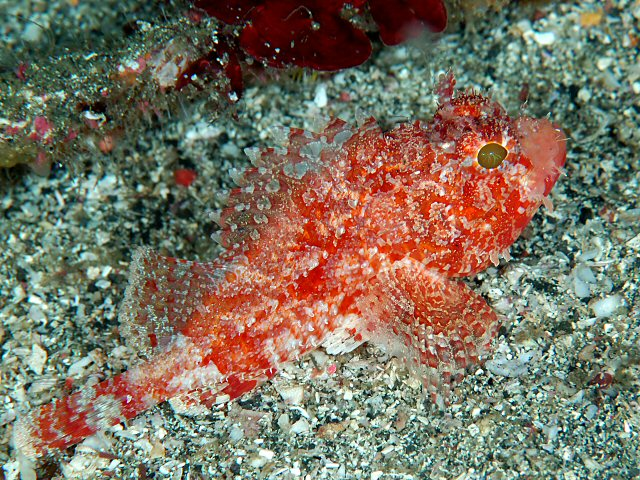
Scorpaena miostoma
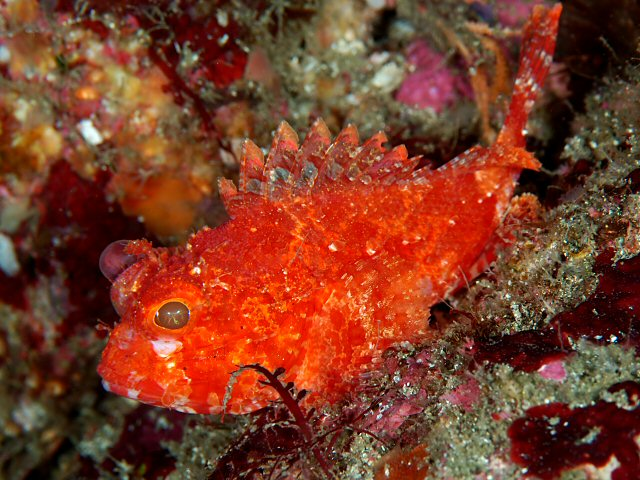
Scorpaena onaria
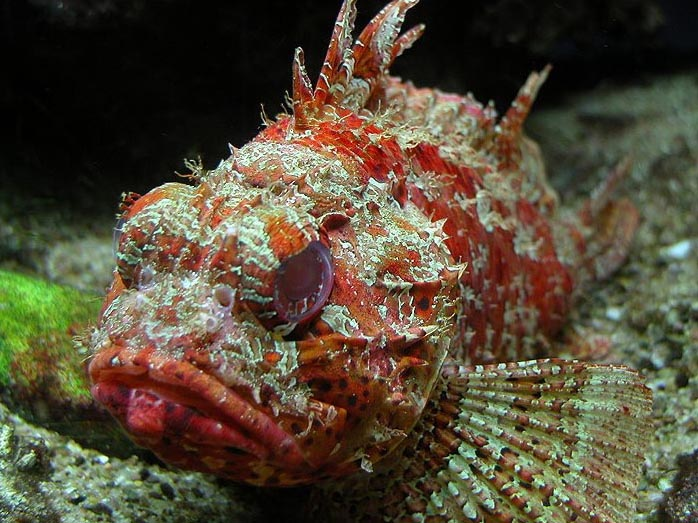
Scorpaena scrofa

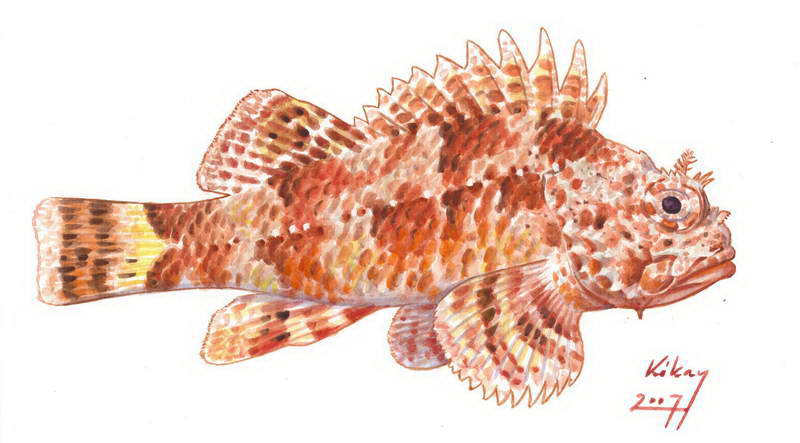
Scorpeana notata
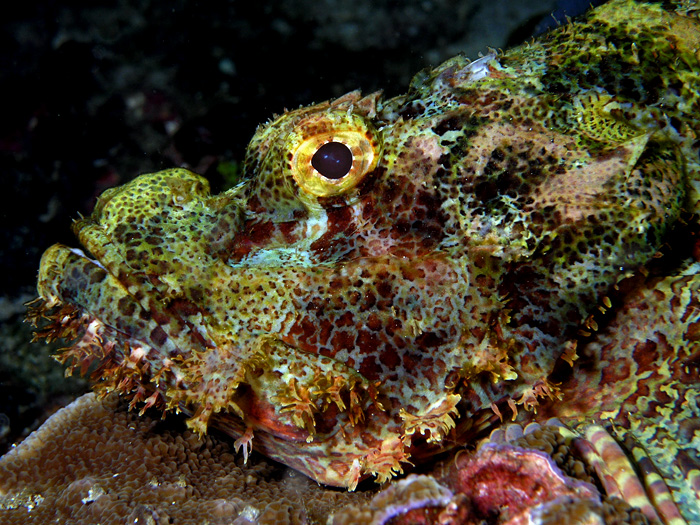
Scorpaenopsis oxycephala
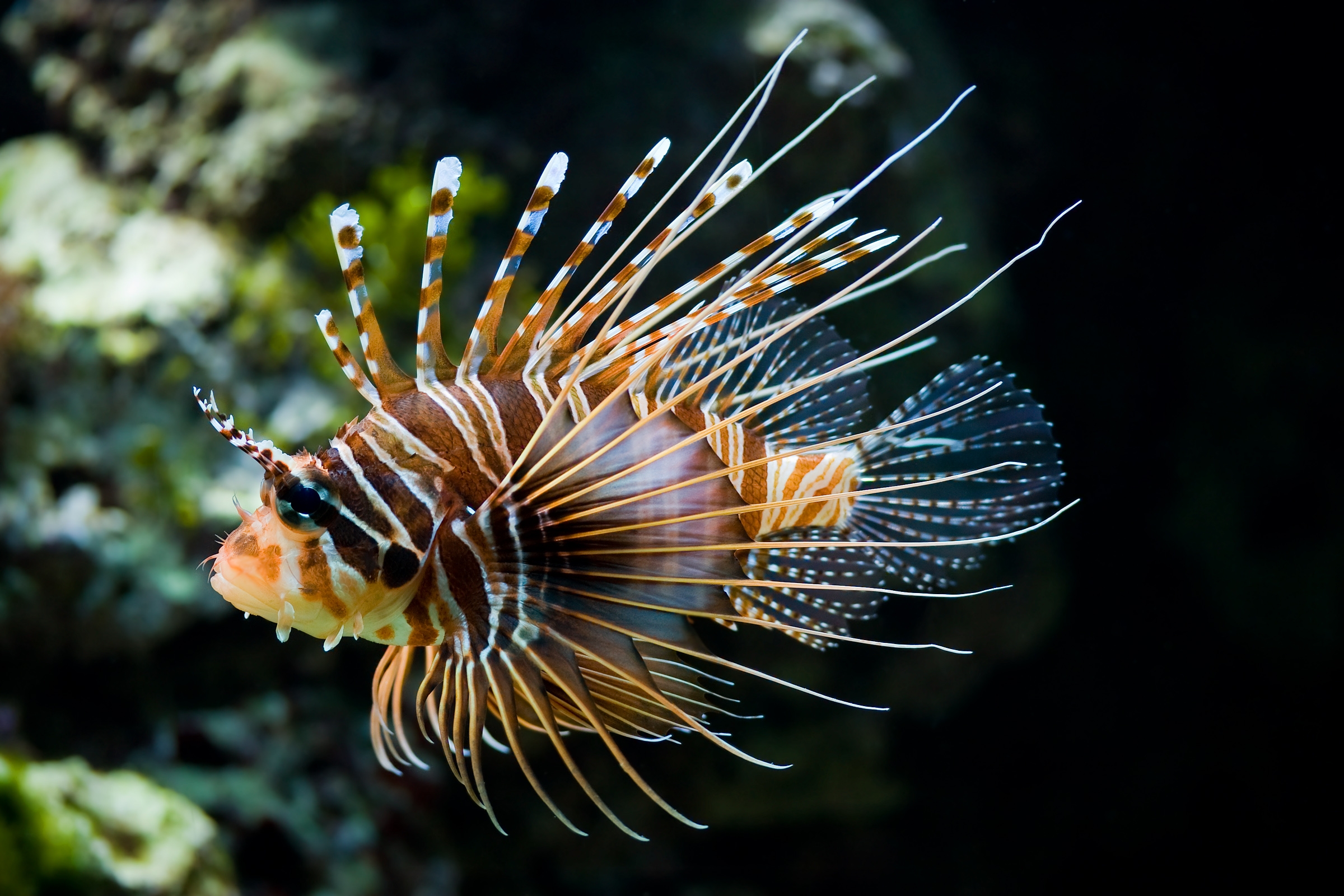
Tűzhal (Pterois antennata)

## Megjegyzés
Az elnevezésére vonatkozó helyesírási szabály megtalálható itt: Gozmány László: A magyar állatnevek helyesírási szabályai, Folia Entomologica Hungarica 55. Budapest, 1994. 436. o. http://library.hungaricana.hu/hu/view/FoliaEntomologica_1994_55/?pg=430&zoom=h&layout=s